# Lithospermum officinale
El mijo del sol, granos de amor o lágrimas de David (Lithospermum officinale) es una especie de plantas perteneciente a la familia de las boragináceas.

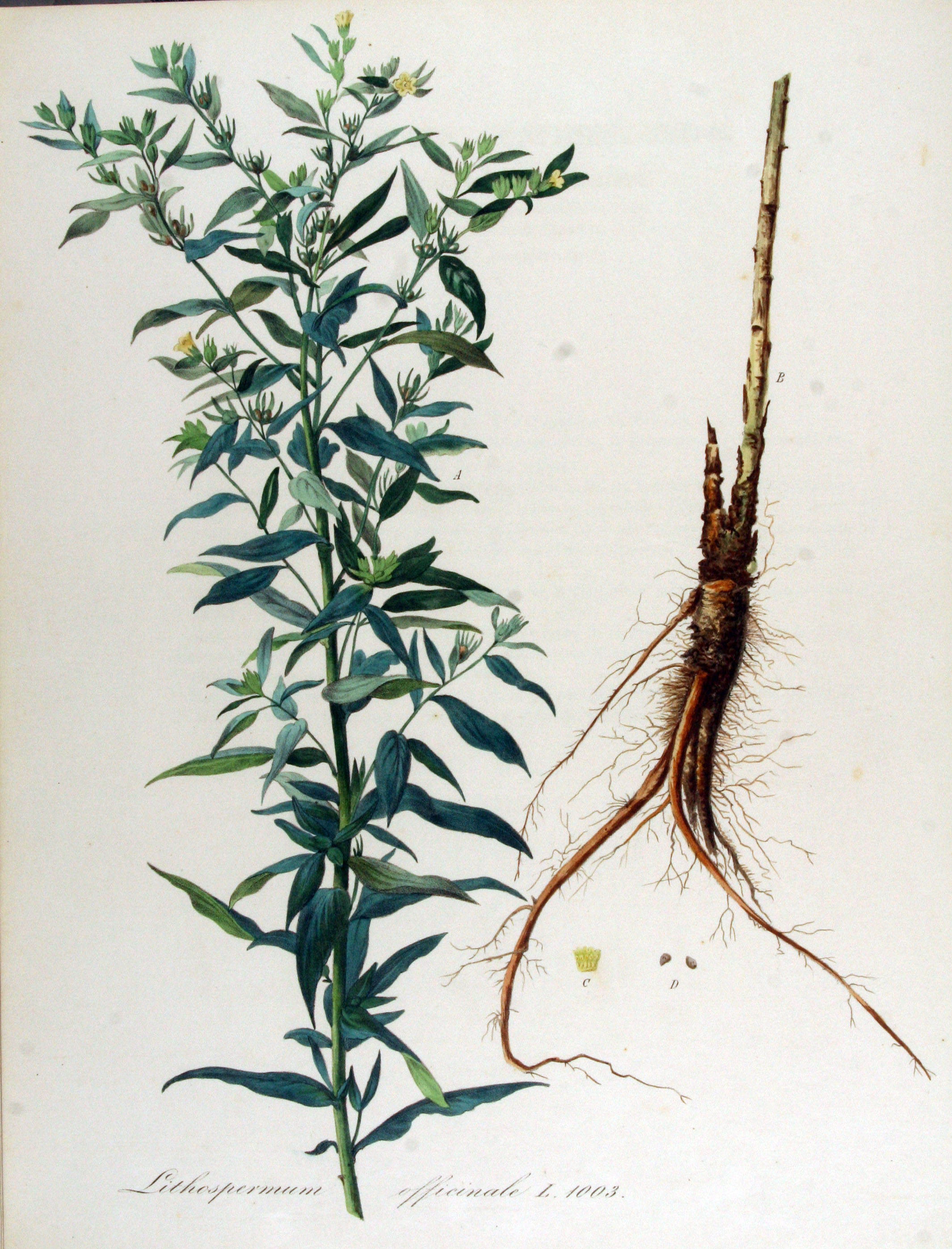
Ilustración

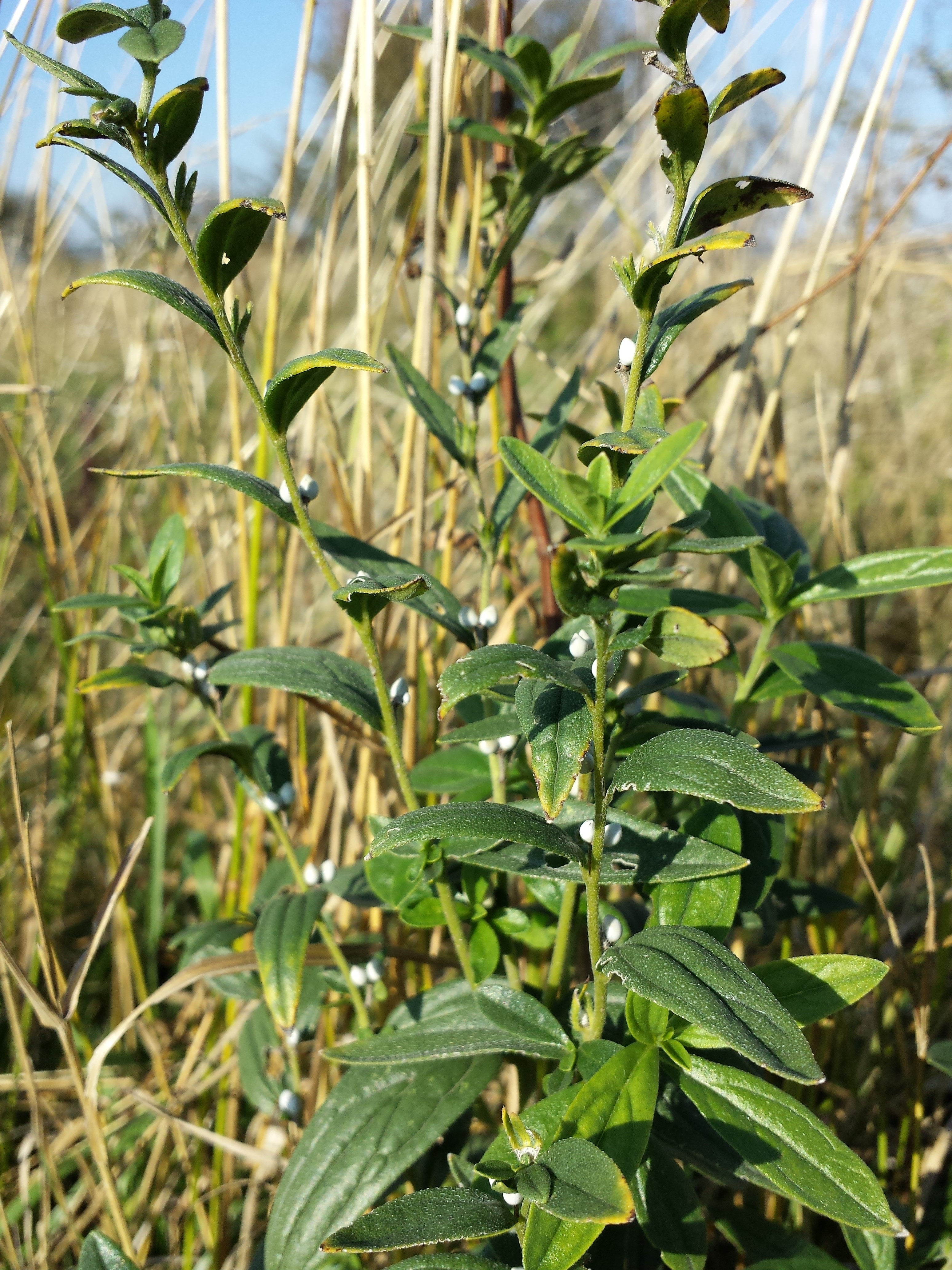
Vista de la planta

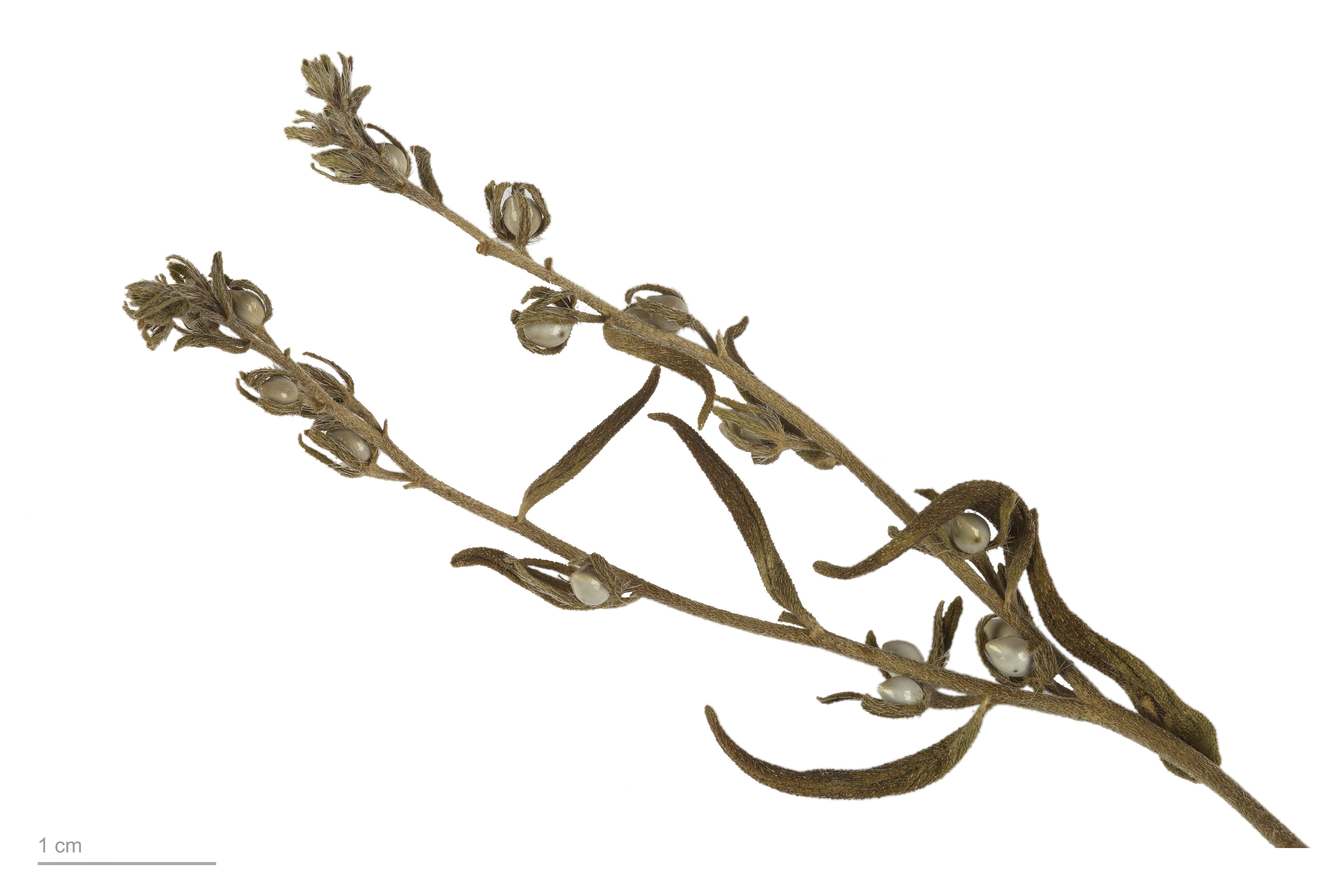
Lithospermum officinale

## Descripción
Derecha, ramosa, foliosa en su parte superior, suelen tumbarse los tallos por el peso del ramaje, áspera, perenne y llega a 1 m de altura. Las flores están en los ramilletes terminales, entre hojas, no hay muchas abiertas, son blanco amarillentas, de 4 mm de diámetro en la corola, está formada por 5 pétalos unidos a un tubo de 4-5 mm de longitud, los estambres no se ven. Cáliz con 5 sépalos estrechos y muy pilosos, rabillo de 7-10 mm de longitud. Entre los sépalos van formándose los frutos, 1-2-3 o 4 granos, de 3 mm de longitud, muy duros, con una semilla de forma parecida, de color blanco, brillante como el nácar. Hojas alternas, lanceoladas, sentadas, de hasta 6 cm de longitud y 14 mm de anchura, de punta casi roma, nerviación muy profunda, saliente en el envés, pilosidad abundante, corta en el haz, más rala y larga en el envés. Tallos leñosos en su mayor longitud, con manchas pardas longitudinales, pierden las hojas. Raíz fuerte y profunda, de la cepa salen varios tallos primarios.

## Distribución y hábitat
Toda Europa excepto Islandia. Habita  en setos y matorrales y márgenes del bosque. Florece en primavera y verano.

## Usos
Los nativos norteamericanos ya utilizaban el mijo del sol como anticonceptivo. Experimentalmente se ha comprobado que sus extractos inhiben la liberación de gonadotrofinas y prolactina, sin influir directamente en su síntesis a nivel del lóbulo anterior de la hipófisis.
Las semillas secas del mijo del sol se utilizan tradicionalmente para la extracción de cuerpos extraños de los ojos: se coloca una semilla bajo el párpado y al humedecerse se produce una capa mucilaginosa a la que queda adherido al objeto, lo que facilita y acelera su eliminación.[cita requerida]
Además, se puede extraer de la raíz de esta planta un tinte de color púrpura. Es preferible coger las raíces durante la primavera.

## Taxonomía
Lithospermum officinale fue descrita por Carolus Linnaeus y publicado en Species Plantarum 1: 132. 1753.
Sinonimia
- Aegonychon arvense Gray
- Lithospermum arvense
- Margarospermum arvense Decne.
- Rhytispermum arvense (L.) Link
- Rhytispermum medium Fourr.[5]

## Nombre común
- Castellano: aljófar, aljófares gruesos, entortijada pajiza, granos de amor, granos de amor (fruto), hierba granada, litospermo, litospermo menor, lágrimas de David, mijo de sol, mijo del sol, mijo del sol (fruto), mijo del sol mayor, mijo del sol menor, perlina , te de Benasque, té, té blanco, té de Benasque, té de Bernasque, té de Miranda, té de huerta, té de la Virgen, té de perla, té en grano, té fino, té negro, té purgante.[6]